# Tóth-Zele József
Tóth-Zele József (Füzesabony, 1936. január 26. –) labdarúgó, edző.

## Élete
Az 1956-os forradalom és szabadságharc után emigrált. A bécsi SK Rapid Wien csapatához került, majd a Franciaországi Red Star FC csapatához szerződött. Öt év után   Spanyolországba került, az Atlético de Madrid labdarúgója lett. Sérülése miatt abbahagyta az aktív labdarúgást. Elvégezte a Spanyol Labdarúgó Szövetség edzői tanfolyamát, ahol tanára volt Kubala László. Edzői pályafutása során dolgozott a Real Madrid CF utánpótlásánál, ő fedezte fel Emilio Butragueñót is.
Az ő nevét vette fel a Borsod-Abaúj-Zemplén megyei Gesztely labdarúgó akadémiája és sportközpontja.

## Kitüntetései
- A Magyar Érdemrend tisztikeresztje (polgári tagozat), 2011. október 24-én az 1956-os budapesti forradalmárok élelmiszerrel történő ellátásban való részvételéért, a futballutánpótlás, különösen a fiatal magyar sportolók nevelése érdekében végzett sokoldalú munkája elismeréseként.
- A Magyar Érdemrend parancsnoki keresztje (polgári tagozat), 2024. augusztus 20-n kiemelkedő sportolói és edzői pályafutása, különösen Puskás Ferenc örökségéhez hű, kivételesen eredményes utánpótlás-nevelői munkája elismeréseként.[2]